# 三澤紗千香
三澤 紗千香（みさわ さちか、1993年1月13日 - ）は、日本の女性声優、歌手。フリーランス。山梨県出身。

## 来歴
2009年2月、「KADOKAWA×UP-FRONT STYLE アイドル☆声優オーディション 2008」のグランプリを受賞。約1500人の応募者から選ばれた。同年4月、テレビアニメ『シャングリ・ラ』の蒲郡由里役で声優デビュー。11月2日、ブログを開始。
2011年3月、高校を卒業。4月、大学に入学を果たした。AO入試で受験。センター試験は病気で受けなかった。
2012年8月、テレビアニメ『アクセル・ワールド』の新エンディングテーマでCDデビュー。
2015年2月8日、スタイルキューブによるマネジメントが終了。その後間もなくスペースクラフト・エンタテインメントへ移籍。
2016年3月20日、大学を卒業。
2017年11月23日、やまなし大使に就任。
2020年1月13日、公式ファンクラブ「OFFICIAL FANCLUB『Sachi Cafe』」開設。
2020年3月5日、YouTubeチャンネル「三澤のさっちゃんねる」開設。
2020年4月29日、ユニバーサルミュージックよりCDデビューすることが発表された。約5年ぶりとなるニューシングルがリリースされる。
2020年12月31日をもってスペースクラフトを退所。これに伴い前述のブログ・YouTubeチャンネルも閉鎖された。
2021年4月1日、スターダストプロモーション（声優部）への所属を発表。
2021年6月10日、公式ファンクラブ「三澤紗千香 OFFICIAL FANCLUB『Seeker』」開設。
2021年10月5日、YouTubeチャンネル「三澤紗千香チャンネル Sachika Misawa YouTube Channel」開設。
2022年6月10日、体調不良のため活動を休止して静養に専念することを発表。8月24日、活動再開を発表。再開後も体調が万全ではない状態が続いたため、11月10日よりTwitterやInstagram、TikTok、YouTubeなどのSNSの本人による更新を当面休むことが発表された。
2023年3月31日、スターダストプロモーションを退所。
体調を考慮しつつフリーで活動中。

## 人物
特技はラジオと利きぶどう。ラジオは2012年から以降常にレギュラー番組を持っているため特技と言っても良いだろうと2021年当時の自己紹介で発言しており、利きぶどうは祖母がぶどう農家を営んでいたため1人暮らしを始めるまでの2011年ごろまでの品種なら当てられると公言している。
趣味は作詞作曲動画投稿動画編集歌ってみた、Vlog、旅動画などなどを適宜更新、配信している。興味のあることは語学学習。各国のファンからのコメントなど対して挨拶だけでも返事したいという。
2020年のアニラジアワードで復活希望ラジオ賞を受賞した『アクセル・ワールド 〜加速するラジオ〜』での共演以降、鷲崎健を「師匠」と呼び慕っている。
英検準2級、漢検準2級、普通自動車免許を取得している。
オーディションに応募したきっかけはハロー!プロジェクトと声優が好きだったのが理由。好きな声優、および目標にしてる声優としては坂本真綾と田村ゆかりを挙げている。高校時代に友人から坂本真綾のCDを貸してくれたことがきっかけで職業としての声優を意識し始めたという。ハロー!プロジェクトの中で特に好きなのは嗣永桃子と宮本佳林だが全員好き「BIG LOVE」。2021年11月5日には、「つんく♂エンタメ♪サロン」の生配信にゲスト出演し、憧れのつんく♂との共演に至った。
自身の声優人生の中でも、黒雪姫（『アクセル・ワールド』にて演じた役）への思い入れが特に強く、2016年のインタビューにて、「（黒雪姫は、）『自分の人生を変えてくれたとても大切なキャラクター』。自分には足りないところが多すぎると思うときでも、『黒雪姫と乗り越えてきた経験があるじゃん』というのが、心の支えになっているし（黒雪姫の経験を通して）今は対等な立場で役者としてお芝居をさせてもらえているので、声優が楽しいです」という趣旨の発言をしている。
音楽活動では、セルフプロデュースも行っており、トラックダウンをはじめ、MV撮影やデザインの決定などにも関わっている。自身の作詞作曲曲については「本当に本心で歌って作っているのに曲にしただけでいろんな感じ方ができたり受け取る方にもちょっと距離ができたり、曲だからこそ私の精神世界に入り込んでくれる方もいるだろうっていう、音楽にはそういう“音楽だし”っていう逃げ場があるんですよ。だから想いを曲にした瞬間、私は自由に発言ができるんです。もしかしたら私はそのために曲を作っていたのかもしれないなって思います。」 と話しており、三澤紗千香にしか作れない音楽を作っている。
また「自分と出会ってくれるはずのファンの人を逃したくなくて、あといろんな世代の人に三澤を楽しんでもらいたいなあっていう気持ちがあって」と言い、Twitter、YouTube、などのSNSをすべて自身で管理している。
ワーナー在籍時のインタビューでは、「歌は、自分を元気にしてくれるし、自分という存在を認めさせてくれる場所でもある。何も自信はないけど、歌は大好きだったから」「今後も、自分が声優として作品に出て、アニメに関わる曲を歌うことを、声優としても歌手としても目指しているので、その機会を頂けるようになりたい」という趣旨の発言もしている。2014年8月に『フェイス』（3rdシングル）を発表してから、2016年9月に『-INFINITE Selection-』（自身初めてのベストアルバム）を発表するまでにおよそ2年の歳月を要したが、本人曰くその間は「まずは声優として成長したい」「自分の体と心がついていかない」「できる精一杯のことをしたい。でも歌は好きだから諦めたくない」時期であったとのこと。
好きなアニメは、『涼宮ハルヒの憂鬱』と『機動戦士ガンダム00』。『機動戦士ガンダム00』で、特にお気に入りの機体はガンダムヴァーチェ。

## 出演
太字はメインキャラクター。

### テレビアニメ
2009年
- シャングリ・ラ（蒲郡由里）
- 夢色パティシエール（2009年 - 2010年、カフェ、森ミキ） - 2シリーズ

2010年
- 怪盗レーニャ（扇風機、宇宙人アケミ、イヌワシ、スズメ）
- クッキンアイドル アイ!マイ!まいん!（2010年 - 2012年、麗麗）

2012年
- アクセル・ワールド（黒雪姫 / ブラック・ロータス）
- カンピオーネ! 〜まつろわぬ神々と神殺しの魔王〜（アリアンナ・ハヤマ・アリアルディ）
- この中に1人、妹がいる!（生徒）
- 咲-Saki- 阿知賀編 episode of side-A（船久保浩子〈2代目〉））

2013年
- 帰宅部活動記録（高円レイナ）
- きんいろモザイク（クラスメイトの女の子A）
- 天使のどろっぷ（ももこ）
- ファンタジスタドール（戸取かがみ、A.S.、デッドライン、ポンパドゥール、バルセロナ）

2014年
- 悪魔のリドル（生田目千足、生田目千足の人形）
- アルドノア・ゼロ（2014年 - 2015年、ライエ・アリアーシュ） - 2シリーズ / 2025年に総集編『アルドノア・ゼロ（Re+）』劇場上映
- ウィッチクラフトワークス（魔女A）
- 東京ESP（東美奈実）
- 幕末Rock（幾松）
- 普通の女子校生が【ろこどる】やってみた。（小日向縁）
- 47都道府犬R（山梨犬）

2015年
- 城下町のダンデライオン（米澤紗千子、飛行船の声）

2016年
- にゃんぼー!（2016年 - 2017年、にゃんぼーエンジェルズ キジトラ）

2017年
- BanG Dream!（2017年 - 2022年、青葉モカ） - 3シリーズ + 1作品
- トミカハイパーレスキュー ドライブヘッド 機動救急警察（石野ミコト）
- サクラダリセット（野ノ尾盛夏）

2018年
- 魔法少女 俺（御翔桜世〈変身前〉、妖魔）
- Butlers〜千年百年物語〜（如月天奈）
- カードファイト!! ヴァンガード（2018年 - 2020年、櫂トシキ〈幼少期〉、希望の火 エルモ、ハイドッグブリーダー アカネ、メサイアニック・ロード・ブラスター） - 4シリーズ
- BanG Dream! ガルパ☆ピコ（2018年 - 2022年、青葉モカ） - 3シリーズ
- はねバド!（先輩1）
- 京都寺町三条のホームズ（井上香奈）

2019年
- グリムノーツ The Animation（桃太郎）
- 爆丸バトルプラネット（2019年 - 2020年、クラビッツ）
- 俺を好きなのはお前だけかよ（コスモス〈秋野桜〉）

2020年
- うまよん（サクラバクシンオー〈ピンクバクシンオー〉）
- いわかける! - Sport Climbing Girls -（高橋水夢 ）

2021年
- ウマ娘 プリティーダービー（2021年 - 2023年、サクラバクシンオー） - 2シリーズ
- ワンダーエッグ・プライオリティ（栗田薫）

2022年
- 組長娘と世話係（葵沙苗）

2023年
- BanG Dream! It's MyGO!!!!!（青葉モカ）

### 劇場アニメ
2010年代
- 劇場版 とある魔術の禁書目録 -エンデュミオンの奇蹟-（2013年、鳴護アリサ）
- アクセル・ワールド INFINITE∞BURST（2016年、黒雪姫 / ブラック・ロータス）
- 映画 ドライブヘッド〜トミカハイパーレスキュー 機動救急警察〜（2018年、石野ミコト）
- BanG Dream! FILM LIVE / 2nd Stage（2019年 - 2021年、青葉モカ） - 2作品

2020年代
- 劇場版 美少女戦士セーラームーンEternal（2021年、女子高生）
- 劇場版 BanG Dream! Episode of Roselia II：Song I am.（2021年、青葉モカ）
- 劇場版 BanG Dream! ぽっぴん'どりーむ!（2022年、青葉モカ）

### OVA
- 夢色パティシエール 胸キュン♥トロピカルアイランド!（2010年、カフェ） - 夏ドキッ★りぼんっ子パーティー55上映作品
- アクセル・ワールド（2012年 - 2013年、黒雪姫 / ブラック・ロータス[67][68]） - 2作品[一覧 8]
- さんかれあ（2012年、松木田）
- 悪魔のリドル 第十三問（2014年、生田目千足）
- 普通の女子校生が【ろこどる】やってみた。（2016年、小日向縁）
- ウマ娘 プリティーダービー BNWの誓い（2018年、サクラバクシンオー）
- 俺を好きなのはお前だけかよ〜俺たちのゲームセット〜（2020年、コスモス〈秋野桜〉[69]）

### Webアニメ
- SHELTER（2016年、凛[70]）
- トミカハイパーレスキュー ドライブヘッド 機動救急警察 2018（2018年、石野ミコト）
- 爆丸アーマードアライアンス（2020年 - 2021年、クラビッツ）
- 爆丸ジオガンライジング（2021年、クラビッツ）
- ゲーム『ウマ娘 プリティーダービー』1st Anniversary Special Animation（2022年、サクラバクシンオー[71]）
- 爆丸エボリューションズ（2022年 - 2023年、クラビッツ）

### ゲーム
2010年
- アミNo.3（漁師の男の子）
- 戦国大戦（2010年 - 2014年、里美、吉乃、大島山十郎、あずみ、二階堂阿南、松姫、愛姫、R長宗我部元親、小松姫、SS山手殿、SR浅井蔵屋 他）
- UFO CATCHER DOUBLE（女の子、歌）
- 夢色パティシエール マイスイーツ☆クッキング（カフェ）

2011年
- Let's Go GOLF（ナレーション）

2012年
- アクセル・ワールド -銀翼の覚醒-（黒雪姫 / ブラック・ロータス）

2013年
- AKIBA'S TRIP2（刻風雫）
- アクセル・ワールド -加速の頂点-（黒雪姫 / ブラック・ロータス）
- 圧倒的遊戯 ムゲンソウルズZ（シルマ）
- 咲-Saki- 阿知賀編 episode of side-A Portable（船久保浩子）
- 喋る!海賊ファンタジア（星天公主アストレア）
- 神撃のバハムート（フォルテ）
- 〜聖魔導物語〜（サフラン）
- ソードアート・オンライン -インフィニティ・モーメント-（ストレア）
- ディスガイア D2（レーニア）
- とある魔術と科学の群奏活劇（鳴護アリサ）
- トイ・ウォーズ（三澤響子、レーヴェン）
- 討鬼伝（紫の上）
- 百年戦記 ユーロ・ヒストリア（フィリッパ・オブ・エノー 他）
- ファンタジスタドール ガールズロワイヤル（戸取かがみ）
- フェアリーフェンサー エフ（エミリ）
- 桃色大戦ぱいろん+（ルイ・ローウェン、氷室愛海
- 嫁コレ（三澤紗千香、鳴護アリサ、黒雪姫）

2014年
- ウチの姫さまがいちばんカワイイ（アスナ・ヒーリア）
- おつかえ乙女!（大門しのぶ）
- ガールフレンド（仮）（七海四季）
- グリモア〜私立グリモワール魔法学園〜（瑠璃川春乃）
- ソードアート・オンライン -ホロウ・フラグメント-（ストレア）
- 電撃文庫 FIGHTING CLIMAX（2014年 - 2015年、黒雪姫） - 2作品
- 幕末Rock（幾松）
- 幕末Rock 超魂（幾松）
- ハマトラ Look at Smoking World（ユイカ）
- バレットガールズ（高梨月代）

2015年
- ケイオスドラゴン 混沌戦争
- 咲-Saki- 全国編（船久保浩子）
- ザクセスヘブン リベリオン（紫苑）
- 車なごコレクション（ジムニー、bB）
- 白猫プロジェクト（カスミ・アサミヤ）
- 新次元ゲイム ネプテューヌVII（ニトロプラス）※DLCとして配信
- ソードアート・オンライン -ロスト・ソング-（ストレア、ブラック・ロータス）
- チェインクロニクル（孤高の剣士 セリア、遺物博物館 館長 リヤム）
- フェアリーフェンサー エフ ADVENT DARK FORCE（エミリ）

2016年
- アリスオーダー（ジェネシス）
- グランブルーファンタジー（フォルテ）
- crossbeatsREV.SUNRISE（紅刃のカナタ）
- グリムノーツ（桃太郎、カーミラ、エルノア・リィンレース、カオス・桃太郎、リヨン、シャドウ・カーミラ、ブリジット、カリーネ）
- Shadowverse（ダークドラグーン・フォルテ、キラーデビル、スニッピーガーデナー、フェアリーブリンガー、ラビットネクロマンサー 他）
- 白猫テニス（カスミ）
- ソードアート・オンライン -ホロウ・リアリゼーション-（ストレア）
- ソードアート・オンライン メモリー・デフラグ（ストレア）
- 弩龍戦機（雷風のシズカ）
- バレットガールズ2（高梨月代）
- クイズRPG 魔法使いと黒猫のウィズ（シャイア・フラクタル、ヴィヴァーチェ・アルテ、エステレラ）
- メイプルストーリー HEROES of MAPLE（メルセデス）
- WAR OF BRAINS（機動兵長ライリー、二刀流の女侍、始まりのゴングガール）
- ワールドチェイン（無二、愛姫）

2017年
- AKIBA'S TRIP Festa!（刻風雫）
- アクセル・ワールド エンドオブバースト（黒雪姫）
- アクセル・ワールド VS ソードアート・オンライン 千年の黄昏（ブラック・ロータス、ストレア）
- IS 〈インフィニット・ストラトス〉 アーキタイプ・ブレイカー（ロランツィーネ・ローランディフィルネィ）
- 鬼斬（豊臣秀吉）
- StraStella（デビー）
- バンドリ！ ガールズバンドパーティ！（2017年 - 2023年、青葉モカ）
- ひねもす式姫（タンコ）
- Pretty Plant（クリム）
- 魔女と百騎兵2（アマリエ）
- ららマジ（橋本ひかり）
- メギド72（2017年 - 2023年、ビフロンス、ストラス）
- ダンジョンに出会いを求めるのは間違っているだろうか オラリオ・ラプソディア（エマ・フローレス）
- ドラゴンジェネシス 聖戦の絆（イザナミ）
- ソラヒメ Ace Virgin -銀翼の戦闘姫-（キ43一式戦闘機隼、D3A九九式艦爆）

2018年
- CARAVAN STORIES（レリオーラ）
- ソードアート・オンライン フェイタル・バレット（ストレア）
- バレットガールズ ファンタジア（高梨月代）
- 竜星のヴァルニール（シャルロッタ）
- 電撃文庫：CROSSING VOID（黒雪姫） - 海外向けアプリゲーム
- WarLocksZ（ニコレット、彩陽）
- 夜明けのベルカント（フィリア・コーウェン）
- マップラス＋カノジョ（相沢美緒）
- 幻想大陸エレストリア（ジュノ）
- 帝国戦記（カーラ）

2019年
- オルタンシア・サーガ -蒼の騎士団-（ペイジ）
- エンゲージプリンセス〜眠れる姫君と夢の魔法使い〜（レムレス）
- とある魔術の禁書目録 幻想収束（鳴護アリサ）
- けものフレンズ3（ブラックジャガー）
- 神装の戦乙女（エクセリカ）
- 社長、バトルの時間です!（トキト・ホウロ）

2020年
- 逆転オセロニア（フレムレリア）
- ファイアーエムブレム 風花雪月（ハピ） - DLC追加キャラクター
- エースヴァージン: 再出撃（キ43 一式戦闘機 隼、Me 262 、MiG-25）
- ドラガリアロスト（フォルテ）
- ブラウンダスト（オルピナ）
- メガミヒストリア（ワルキューレ、アンヘル）
- おねがい、俺を現実に戻さないで! シンフォニアステージ（リュカ）
- サクラ革命 〜華咲く乙女たち〜（天神ひめか）
- 東方ロストワード 

2021年
- ウマ娘 プリティーダービー（サクラバクシンオー）
- アズールレーン（マルコ・ポーロ）
- 東方ダンマクカグラ（魂魄妖夢）
- フロンティア・ゼロ〜境界を越える想い〜（マデリン）
- クッキーラン: キングダム（毒マッシュ味クッキー）
- ファイアーエムブレム ヒーローズ（2021年 - 2025年、ハピ、ヴァネッサ）
- ガーディアンテイルズ（アイシャ）
- フェアリースフィア（チェリーパイ）

2022年
- モンスターストライク（ダーインスレイヴ）
- 英傑大戦（織田信勝、甲斐姫、無二、まつ、長宗我部元親、紫式部、ほか）
- 聖剣伝説 ECHOES of MANA（モスリン）
- ファイアーエムブレム無双 風花雪月（ハピ）
- アリスフィクション（アルキメデス）
- ユアマジェスティ（マーニャ）

2024年
- 白猫ゴルフ（カスミ・アサミヤ）

2025年
- 英傑大戦 七海の彩旗（山崎龍女）

### ドラマCD
2012年
- 『アクセル・ワールド』+『ソードアート・オンライン』ドラマCD（黒雪姫 / ブラック・ロータス）
- 妹はお兄ちゃんと遠距離恋愛中!?（ナユ）

2013年
- AKIBA'S COLLECTION ドラマCD「ドキドキ温泉物語」（刻風雫）
- Accel World REGION RECORDS（黒雪姫 / ブラック・ロータス）
- 俺がお嬢様学校に「庶民サンプル」として拉致られた件（神領可憐）※ドラマCD付き第5・7巻特装版
- ぱんつぁープリンセスCD Vol.1 - 3（サーシャ・スケジャブロー）
- ファンタジスタドール オリエンテーション（戸取かがみ）
- フェアリーフェンサー エフ リミテッドエディション 特典CD「秘密のデートCD」（エミリ）
- メイド喫茶 JAMのフシギな一日〜Would you like a Riddle?〜（七瀬潤）

2014年
- 悪魔のリドルオリジナルドラマCD Vol.2（生田目千足）※Blu-ray＆DVD 第6巻初回特典
- 幕末Rock超魂　ドラマCD『学園Rock 絶叫（クライ）！熱狂（マックス）！選挙バトル』（幾松）
- 普通の女子校生が【ろこどる】やってみた。シリーズ（2014年 - 2016年、小日向縁）※単行本第3巻・第4巻・第5巻ドラマCD付き特装版

2015年
- アルドノア・ゼロ Blu-ray＆DVD全巻連動購入特典 オリジナルドラマCD「光の魔法少女 セラム」（魔法少女ライエ）
- ソードアート・オンライン ゲームディレクターズ・エディション 発売記念ドラマCD「ドキドキわくわく肝だめし」（ストレア）

2017年
- ノーブルウィッチーズ6 第506統合戦闘航空団 疑心!（カーラ・J・ルクシック） - オリジナルドラマCD付同梱版
- That Is How I Roll!（青葉モカ）
- マップラス＋カノジョ この足でずっとどこまでだって歩いていける（相沢みお）

2018年
- ウマ娘 プリティーダービー STARTING GATE 10（サクラバクシンオー）

2020年
- IDOL舞SHOW エピソードZERO（花園ユイカ）

### オーディオドラマ
- 『空母いぶき』ボイスドラマ『第5護衛隊群かく戦えり -女子部-』（2019年、中根和久[186]）
- 白間美瑠のサクラバシ919「ユアマジェスティ ボイスドラマ」（2022年、マーニャ、ラジオ大阪）
- SAOゲームオリキャラ誕生祭『ストレア バースデーボイスドラマ』（2023年、ストレア[187]）

### オーディオブック
- 推し、燃ゆ（2022年、ナレーター[188]）
- 巫女のバイトをする理由（2022年、ナレーター[189]）

### デジタルコミック
- クソザコ風紀委員長かえりちゃん（2021年、冷瀬涼[190]）
- リリィ・リリィ・ラ・ラ・ランド（2022年、壬生真弓[191]）

### テレビドラマ
- 科捜研の女 Season21 第11話（2022年2月10日、テレビ朝日） - 本条奈々 役[192]

### 舞台
- 劇団ゲキハロ第10回公演 大正浪漫 ハイカラ探偵王 青いルビー殺人事件（俳優座劇場、2011年6月29日 - 7月3日）椿河原茜 役[193]

### ラジオ
※はインターネット配信。
- シャングリ・ラ コエラボぶっちゃけラジオ!!（2009年、コエラボ※）
- 戦国大戦〜乙女ラジオ伝〜（2011年、戦国大戦界公式サイト※）
- 小川麻琴のドリームマッチ2nd（2011年 - 2012年、K'z Station※）[194]
- アクセル・ワールド 〜加速するラジオ〜（2012年 - 2013年、ラジオ大阪、HiBiKi Radio Station※）[195]
- うぇぶらじ@電撃文庫（2012年 - 2018年 、アスキーメディアワークス電撃文庫公式サイト※）
- アニキン30〜アニメキングまであと○○日!（2012年、超!A&G+※）
- アニキン〜Skytree Radio（2012年、超!A&G+※）
- 三澤紗千香のreal oneself（2013年 - 2015年、超!A&G+※）
- アニキン〜Satellite Radio（2013年、超!A&G+※）
- 嫁コレPRESENTS 「三澤紗千香・西明日香のCHEERING PARTY!!」（2013年、アニメイトTV※）
- Live!エレうた!いつバンドやるの?いまでしょ!（2013年、NHKラジオ第1）
- さちからじお（2013年 - 2014年、アニメディアチャンネル※）
- 三澤紗千香のラジオを聴くじゃんね!（2015年 - 2022年、超!A&G+※）
- 鷲崎健のヨルナイト×ヨルナイト（2016年、超!A&G+※）
- アクセル・ワールド 〜加速するラジオ〜INFINITE∞BURST（2016年、HiBiKi Radio Station※）[196]
- スペク★レディオ みに（2016年、スペースクラフト声優部公式サイト※）
- バンドリ! ガルパラジオ with Afterglow（2017年 - 2019年、文化放送[197]・HiBiKi Radio Station※・音泉※）
- 寺島惇太と三澤紗千香の小説家になろうnavi（2019年、MBSラジオ）[198]
- 俺たちを好きなのはリスナーだけかよ（2019年 - 2020年、音泉※）
- バンドリ！ ガールズバンドパーティ！ presents Afterglowの夕焼けSTUDIO（2019年 - 2022年、NACK5・HiBiKi Radio Station※）
- はくばく Presents 高森奈津美・三澤紗千香の山梨応援ラジオ（2019年 - 2022年、音泉※）[199]
- IDOL舞SHOW〜天下旗争奪ラジオ〜（2019年 - 2020年、超!A&G+※）※週替わりパーソナリティ[200]
- 寺島惇太と三澤紗千香の小説家になろうnavi-2nd book-（2020年 - 2022年、MBSラジオ）

### テレビ番組
- News!371〜声優 #23（エンタ!371、2009年8月19日）
- 夢色パティシエールSP（スペシャル）プロフェッショナル 夢色マジカルエッセンス（第51話）
- アニメTV（TOKYO MX、2012年6月4日）
- MAG・ネットSP 冬の声優まつり in アキバ2012（NHK、2012年12月24日）
- キングラン Presents アニソンキング（BSスカパー!・スカチャン5、2012年12月31日）
- アニうたKITAKYUSHU×A3 2013（TVQ九州放送、2013年4月28日）
- キングラン Presents アニソンキング supported by スカパー!（BSスカパー!・スカチャン5、2013年12月31日）
- アニメソング史上最大の祭典〜アニメロサマーライブ2014〜（NHK BSプレミアム、2014年11月30日・12月7日）
- アニメマシテ（テレビ東京、2015年4月6日・4月13日）
- アニソンヒストリージャパン!! 完全版（NHK BSプレミアム、2016年5月11日）
- ただいま、ゲーム実況中!!（テレビ朝日CS CH2、2016年10月22日）[201]
- 声優☆養成所 サタラ〜ナ！（Kawaiian TV、2017年6月16日 - 2018年3月20日）
- 声優☆養成所 サタラ〜ナZ（Kawaiian TV、2018年4月30日 - 2019年6月10日）
- 三澤・向の聞いてもいいですか？（Kawaiian TV、2019年7月8日 - 2019年11月30日）
- ブギウギ専務 冬キャンプin本別(1)（STV札幌テレビ、2021年3月21日）
- 林家三平のおきらく旅（BSJapanext、2022年6月14日）

### インターネット番組
- ドガドガ7（YouTube、2009年）
- 学園戦国（戦国大戦界公式サイト、2011年）
- 三澤紗千香のアクセル全開！世界会議（ニコニコ生放送、2012年4月23日 - 9月24日）
- トイ・ウォーズ甲子園2012年夏の陣（ニコニコ生放送、2012年7月8日）
- 流川シティチャンネル（YouTube、2014年5月9日 - 6月27日[202]）
- 流川観光だより（dアニメストア、2016年4月15日 - 6月3日 YouTube、2016年4月22日 - 6月17日）
- ラブコメRPG『エンゲージプリンセス』公式生放送（ニコニコ生放送、2018年10月25日 - ）MC
- 三澤紗千香・駒形友梨のさちゆりゲーム実況部〜Press Any Button!〜（ニコニコ生放送、2019年4月 - 2023年4月）※2023年5月以降は諸事情により、長期休止中[203]
- 三澤紗千香の声優PROTOTYPE（ニコニコチャンネル、2025年[204]）

### ナレーション
- 夢色パティシエール マイスイーツカードテレビCM（2010年）
- 第20回電撃小説大賞特設サイト（PVナレーション、2014年1月）
- 土曜スタジオパーク（ナレーション・花子人形の声、2014年5月24日、NHK総合）
- 一迅社テレビCM（2014年）
- ドームシネマ「ワイナリーには不思議がいっぱい！ 世界に羽ばたけ 山梨ワイン」（2021年 - 2022年[205][206]）
- 【農村魅力発見】山梨！Soraから農たび Vol.1 - 2（2022年[207]）

### パチンコ・パチスロ
- CR 銀河乙女（2014年、ダヴィデ）
- パチスロ プリシラと魔法の本（2016年、白雪姫[208]）

### その他コンテンツ
- 同人誌「ザ・ドガドガ」創刊弐號（2009年8月15日）
- DVD ドガドガ7 〜好きなラーメンは何味ですか?〜（2009年8月15日）
- Amebaモバイル すき☆こえ（2010年）
- 戦国大戦 1560 尾張の風雲児天下布武への道〜攻略絵巻 春の陣〜 付録DVD（エンターブレイン、2011年3月30日）
- 日刊スポーツ「アクセル・ワールド通信」（2012年5月30日発売号）
- 戦国大戦界 大祭 特典DVD（エンターブレイン、2012年9月13日）
- 流鉄車内放送（小日向縁、2015年9月19日 - 2016年3月28日[209]）
- DAM『あにそんボーカル』「ミライファンファーレ」[210]
- 紗千香とすみれのラブリー・タイム[注 3]
- 紗千香とすみれのラブリー・タイムDVD[注 4]（2016年8月12日）[211]
- DAM CHANNNEL（2016年6月）
- BARKS【特別対談】分島花音×三澤紗千香[212]
- リリィ、さよなら。『僕のポラリス』MV（2017年、朗読[213]）
- メディアミックスプロジェクト『温泉むすめ』（2021年、仙石原三香沙〈2代目〉）[214]
- ボイス付きLINEスタンプ ウマ娘 プリティーダービー 第1レース（2022年、サクラバクシンオー）
- ONLY ONE Laptop PC/Tablet Type:YOU 第79弾「TYPE93 三澤紗千香Ver.」（2022年、システムボイス[215]）
- CeVIO AI 青春系ソングボイス 双葉湊音（2022年）[216]

## ディスコグラフィ

### シングル
|            | 発売日        | タイトル | 規格品番   | 規格品番   | 規格品番   | オリコン 最高位 |
| 初回限定盤 | 発売日        | タイトル | アニメ盤   | 通常盤     |            | オリコン 最高位 |
| ---------- | ------------- | -------- | ---------- | ---------- | ---------- | --------------- |
| 1st        | 2012年8月1日  | ユナイト | 1000321906 |            | 1000321907 | 19位            |
| 2nd        | 2013年8月21日 | リンクス | 1000411977 | 1000411978 | 1000411979 | 20位            |
| 3rd        | 2014年8月6日  | フェイス | 1000505211 |            | 1000505212 | 39位            |

|             | 発売日        | タイトル          | 規格品番    | 規格品番  | 規格品番  | オリコン 最高位 |
| 初回限定盤A | 発売日        | タイトル          | 初回限定盤B | 通常盤    |           | オリコン 最高位 |
| ----------- | ------------- | ----------------- | ----------- | --------- | --------- | --------------- |
| 1st         | 2020年4月29日 | この手は          | UICZ-9149   | UICZ-9150 | UICZ-5130 | 7位             |
| 2nd         | 2020年9月30日 | I'm here/With You | UICZ-9159   | UICZ-9160 | UICZ-5137 | 16位            |

### アルバム
|                | 発売日        | タイトル             | 規格品番   | 規格品番   | オリコン 最高位 |
| アーティスト盤 | 発売日        | タイトル             | 通常盤     |            | オリコン 最高位 |
| -------------- | ------------- | -------------------- | ---------- | ---------- | --------------- |
| ミニ           | 2013年2月20日 | ポラリス             |            | 1000375611 | 16位            |
| ベスト         | 2016年9月28日 | -INFINITE Selection- | 1000619693 | 1000619690 | 26位            |

|            | 発売日         | タイトル | 規格品番                      | 規格品番  | 規格品番  | オリコン 最高位 |
| 初回限定盤 | 発売日         | タイトル | 通常盤                        | 限定BOX   |           | オリコン 最高位 |
| ---------- | -------------- | -------- | ----------------------------- | --------- | --------- | --------------- |
| 1st        | 2020年12月23日 | I AM ME  | UICZ-9173                     | UICZ-4488 |           | 43位            |
| ミニ       | 2021年12月22日 | 深呼吸   | UICZ-9205（A） UICZ-9206（B） | UICZ-4594 | PDCT-1016 | 39位            |
| ベスト     | 2022年12月21日 | REMEDY   | UICZ-9233（A） UICZ-9234（B） | UICZ-4622 | D2CT-1841 | 位              |

### タイアップ曲
| 楽曲                  | タイアップ                                                             | 時期   |
| --------------------- | ---------------------------------------------------------------------- | ------ |
| ユナイト              | テレビアニメ『アクセル・ワールド』エンディングテーマ                   | 2012年 |
| ユナイト              | ラジオ『三澤紗千香のreal oneself』オープニングテーマ                   | 2013年 |
| トワイライト          | ラジオ『三澤紗千香のreal oneself』エンディングテーマ                   | 2013年 |
| telepath〜光の塔〜    | アニメ映画『劇場版 とある魔術の禁書目録 -エンデュミオンの奇蹟-』劇中歌 | 2013年 |
| アタリマエの距離      | アニメ映画『劇場版 とある魔術の禁書目録 -エンデュミオンの奇蹟-』劇中歌 | 2013年 |
| Brand New Bright Step | アニメ映画『劇場版 とある魔術の禁書目録 -エンデュミオンの奇蹟-』劇中歌 | 2013年 |
| グローリア            | アニメ映画『劇場版 とある魔術の禁書目録 -エンデュミオンの奇蹟-』劇中歌 | 2013年 |
| 明日、晴れるかな      | アニメ映画『劇場版 とある魔術の禁書目録 -エンデュミオンの奇蹟-』劇中歌 | 2013年 |
| リンクス              | テレビアニメ『とある科学の超電磁砲S』エンディングテーマ                | 2013年 |
| インフィニア          | テレビアニメ『とある科学の超電磁砲S』挿入歌                            | 2013年 |
| フェイス              | テレビアニメ『白銀の意思 アルジェヴォルン』前期エンディングテーマ      | 2014年 |
| アラウド              | アニメ映画『アクセル・ワールド INFINITE∞BURST』イメージソング          | 2016年 |
| この手は              | テレビ番組『musicるTV』2020年4月度オープニングテーマ                   | 2020年 |
| あと一歩              | テレビ番組『王様のブランチ』2020年4月度エンディングテーマ              | 2020年 |
| I'm here              | テレビ番組『お願い!ランキング』2020年10月度エンディングテーマ          | 2020年 |

### 映像作品
| 発売日        | タイトル                                                                                    | 規格品番   |
| ------------- | ------------------------------------------------------------------------------------------- | ---------- |
| 2013年5月31日 | 声優ゆめ日記 vol.1 〜三澤紗千香〜                                                           | 3200002094 |
| 2014年4月24日 | Making of 『さちか。』                                                                      | 3200002297 |
| 2015年5月15日 | 三澤紗千香のreal oneself in くろがねや                                                      | QRAG-63    |
| 2015年9月10日 | 三澤紗千香のDVDも観るじゃんね! in さくらん坊の原農園                                        | QRAG-66    |
| 2016年9月29日 | 三澤紗千香のDVDも観るじゃんね! 大学卒業記念旅行 in 沖縄〜ビーチパーティーをするじゃんね！〜 | QRAG-89    |
| 2017年8月11日 | 三澤紗千香のDVDも観るじゃんね! in 高尾山                                                    | QRAG-146   |
| 2018年2月22日 | 三澤紗千香のDVDも観るじゃんね! はじめての富士登山〜富士山は山梨のものじゃんね〜             | QRAG-200   |
| 2022年2月28日 | 三澤紗千香のDVDも観るじゃんね！〜山梨のとっておきの場所を教えるじゃんね〜                   |            |

### キャラクターソング
| 発売日   | 商品名                                                                                            | 歌 | 楽曲 | 備考                                                                       |
| 2010年   | 2010年                                                                                            | 2010年 | 2010年 | 2010年                                                                     |
| -------- | ------------------------------------------------------------------------------------------------- | --- | --- | -------------------------------------------------------------------------- |
| 4月5日   | 盗んだハートはココですよ？                                                                        | 小倉唯 with ぷるぷるいゃ〜ん | 「盗んだハートはココですよ？」 | テレビアニメ『怪盗レーニャ』オープニングテーマ                             |
| 12月15日 | プッチベスト11                                                                                    | 田中れいな（モーニング娘。） / コーラス：小倉唯 with ぷるぷるいゃ〜ん | 「盗んだハートはココですよ？」 | テレビアニメ『怪盗レーニャ』関連曲                                         |
| 2013年   |                                                                                                   | | |                                                                            |
| 3月27日  | Accel World REGION RECORDS 1                                                                      | 黒雪姫（三澤紗千香） | 「ミツケタモノ」 | テレビアニメ『アクセル・ワールド』関連曲                                   |
| 4月25日  | 圧倒的遊戯 ムゲンソウルズZ 初回特典盤CD                                                           | シュシュ（田村ゆかり）、シルマ（三澤紗千香） | 「圧！倒！的！晴れるYeah!」 | ゲーム『圧倒的遊戯 ムゲンソウルズZ』挿入歌                                 |
| 9月18日  | ファンタジスタドール Character Song!! vol.1                                                       | 戸取かがみ（三澤紗千香） | 「Endless Nightmare」 | テレビアニメ『ファンタジスタドール』関連曲                                 |
| 2014年   |                                                                                                   | | |                                                                            |
| 5月14日  | 黒組曲・序                                                                                        | 10年黒組 | 「QUEEN」 | テレビアニメ『悪魔のリドル』エンディングテーマ                             |
| 6月11日  | 黒組曲・破                                                                                        | 生田目千足（三澤紗千香）、桐ヶ谷柩（内田愛美） | 「Poison Me」 | テレビアニメ『悪魔のリドル』エンディングテーマ                             |
| 6月11日  | 黒組曲・破                                                                                        | 10年黒組 | 「THE LAST PARTY」 | テレビアニメ『悪魔のリドル』エンディングテーマ                             |
| 7月9日   | 黒組曲・急                                                                                        | 10年黒組 | 「仰げば尊し」 | テレビアニメ『悪魔のリドル』挿入歌                                         |
| 7月30日  | ミライファンファーレ/未来少女たち                                                                 | 流川ガールズ | 「ミライファンファーレ」 | テレビアニメ『普通の女子校生が【ろこどる】やってみた。』オープニングテーマ |
| 7月30日  | ミライファンファーレ/未来少女たち                                                                 | 流川ガールズ | 「未来少女たち」 | テレビアニメ『普通の女子校生が【ろこどる】やってみた。』エンディングテーマ |
| 8月27日  | 「普通の女子校生が【ろこどる】やってみた。」ヴォーカル・アルバム 〜ろこどる課外活動報告〜         | 宇佐美奈々子（伊藤美来）、小日向縁（三澤紗千香）、三ヶ月ゆい（吉岡麻耶） | 「未来少女たち（Version 2）」 | テレビアニメ『普通の女子校生が【ろこどる】やってみた。』エンディングテーマ |
| 8月27日  | 「普通の女子校生が【ろこどる】やってみた。」ヴォーカル・アルバム 〜ろこどる課外活動報告〜         | 宇佐美奈々子（伊藤美来）、小日向縁（三澤紗千香）、三ヶ月ゆい（吉岡麻耶）、名都借みらい（水瀬いのり） | 「あぁ流川」 「魚心くんソング」 | テレビアニメ『普通の女子校生が【ろこどる】やってみた。』劇中歌             |
| 9月14日  | 銀河乙女オリジナルサウンドトラックCD                                                              | レベッカ（井口裕香）、オリヴィア（小林ゆう）、ミレイユ（竹達彩奈）、ダヴィデ（三澤紗千香） | 「銀河乙女」 | パチスロ『CR 銀河乙女』挿入歌                                              |
| 9月14日  | 銀河乙女オリジナルサウンドトラックCD                                                              | ダヴィデ（三澤紗千香） | 「キズナ磁石」 | パチスロ『CR 銀河乙女』挿入歌                                              |
| 9月24日  | 「普通の女子校生が【ろこどる】やってみた。」ヴォーカル・アルバム 〜アイドル、やってます!〜        | 流川ガールズ | 「ミライファンファーレ（Album Version）」 | テレビアニメ『普通の女子校生が【ろこどる】やってみた。』オープニングテーマ |
| 9月24日  | 「普通の女子校生が【ろこどる】やってみた。」ヴォーカル・アルバム 〜アイドル、やってます!〜        | 流川ガールズ | 「流川ガールズソング」 | テレビアニメ『普通の女子校生が【ろこどる】やってみた。』劇中歌             |
| 9月24日  | 「普通の女子校生が【ろこどる】やってみた。」ヴォーカル・アルバム 〜アイドル、やってます!〜        | 宇佐美奈々子（伊藤美来）、小日向縁（三澤紗千香）、三ヶ月ゆい（吉岡麻耶）、名都借みらい（水瀬いのり） | 「未来少女たち（Version 3）」 | テレビアニメ『普通の女子校生が【ろこどる】やってみた。』エンディングテーマ |
| 11月12日 | 東京ESP キャラクターソングアルバム 歌うESP                                                        | 東美奈実（三澤紗千香） | 「Vermilion utopia」 | テレビアニメ『東京ESP』関連曲                                              |
| 2015年   |                                                                                                   | | |                                                                            |
| 6月13日  | スペシャルイベント〜第2回初夏の流川祭り〜来場者特典スペシャルCD                                   | 宇佐美奈々子（伊藤美来）、小日向縁（三澤紗千香） | 「魚心くんソング 奈々子&縁Ver」 「あぁ流川 奈々子&縁Ver.」 | テレビアニメ『普通の女子校生が【ろこどる】やってみた。』関連曲             |
| 8月19日  | 普通の女子校生が【ろこどる】やってみた。ソング&ドラマアルバム〜のんびり屋のゆかりさんと…〜        | 小日向縁（三澤紗千香） | 「また明日ね」 | テレビアニメ『普通の女子校生が【ろこどる】やってみた。』関連曲             |
| 8月19日  | 普通の女子校生が【ろこどる】やってみた。ソング&ドラマアルバム〜のんびり屋のゆかりさんと…〜        | 小日向縁（三澤紗千香）、三ヶ月ゆい（吉岡麻耶） | 「4 the Dream」 | テレビアニメ『普通の女子校生が【ろこどる】やってみた。』関連曲             |
| 2016年   |                                                                                                   | | |                                                                            |
| 2月24日  | 普通の女子校生が【ろこどる】やってみた。ソング&サントラアルバム〜ウィンター&スプリング〜          | 宇佐美奈々子（伊藤美来）、小日向縁（三澤紗千香） | 「レインボーバトン」 | OVA『普通の女子校生が【ろこどる】やってみた。』オープニングテーマ          |
| 2月24日  | 普通の女子校生が【ろこどる】やってみた。ソング&サントラアルバム〜ウィンター&スプリング〜          | 宇佐美奈々子（伊藤美来）、小日向縁（三澤紗千香）、三ヶ月ゆい（吉岡麻耶）、名都借みらい（水瀬いのり） | 「聖なる夜に」 | OVA『普通の女子校生が【ろこどる】やってみた。』エンディングテーマ          |
| 2月26日  | 城下町のダンデライオン Blu-ray&DVD Vol.6初回生産限定封入特典 特典シングルCD                       | 桜庭らいと（小倉唯）、米澤紗千子（三澤紗千香） | 「Search Light 〜桜庭らいと&米澤紗千子デュエットver〜」 | テレビアニメ『城下町のダンデライオン』関連曲                               |
| 6月29日  | 普通の女子校生が【ろこどる】やってみた。ミュージック・アルバム〜夏の思い出作ってみた。〜          | 宇佐美奈々子（伊藤美来）、小日向縁（三澤紗千香）、三ヶ月ゆい（吉岡麻耶）、名都借みらい（水瀬いのり） | 「青春 Say Cheese!」 | OVA『普通の女子校生が【ろこどる】やってみた。』エンディングテーマ          |
| 8月24日  | 私立茶熊学園ベストアルバム                                                                        | カスミ（三澤紗千香） | 「決して色褪せない花のように」 | ゲーム『白猫プロジェクト』関連曲                                           |
| 8月24日  | 私立茶熊学園ベストアルバム                                                                        | カスミ（三澤紗千香）、シャルロット（内田真礼）、ソフィ（本泉莉奈）、ミレイユ（谷口夢奈） | 「ここにいたこと」 | ゲーム『白猫プロジェクト』関連曲                                           |
| 10月19日 | 『プリシラと魔法の本』コンピレーショントラック                                                    | 白雪姫（三澤紗千香） | 「Play With Me」 | パチスロ『プリシラと魔法の本』関連曲                                       |
| 2018年   |                                                                                                   | | |                                                                            |
| 3月21日  | Picture Re:Cord Project♪ 〜Chant Collection〜                                                     | 瑠璃川春乃（三澤紗千香）、瑠璃川秋穂（小倉唯） | 「だいすきのワルツ」 | ゲーム『グリモア〜私立グリモワール魔法学園〜』関連曲                       |
| 4月18日  | ウマ娘 プリティーダービー STARTING GATE 10                                                        | タマモクロス（大空直美）、サクラバクシンオー（三澤紗千香）、ビコーペガサス（田中あいみ） | 「うまぴょい伝説」 「ユメゾラ」 | ゲーム『ウマ娘 プリティーダービー』関連曲                                  |
| 4月18日  | ウマ娘 プリティーダービー STARTING GATE 10                                                        | サクラバクシンオー（三澤紗千香） | 「猪突猛進爆進中!!」 | ゲーム『ウマ娘 プリティーダービー』関連曲                                  |
| 4月25日  | 陽だまりの庭 〜Eternal Garden〜                                                                   | 如月天奈（三澤紗千香） | 「陽だまりの庭 〜Eternal Garden〜」 | テレビアニメ『Butlers〜千年百年物語〜』エンディングテーマ                  |
| 6月27日  | 俺ジナルソングス                                                                                  | マジカルツイン | 「ハチミツフラッシュ-変わるわね-」 | テレビアニメ『魔法少女 俺』挿入歌                                          |
| 9月24日  | ひとりじゃないんだから                                                                            | 丸山彩（前島亜美）、青葉モカ（三澤紗千香）、今井リサ（中島由貴）、松原花音（豊田萌絵）、羽沢つぐみ（金元寿子） | 「ひとりじゃないんだから」 | ゲーム『バンドリ！ ガールズバンドパーティ！』関連曲                        |
| 2019年   |                                                                                                   | | |                                                                            |
| 9月11日  | 新ワールドウィッチーズシリーズ秘め歌コレクション特別版 ディジョン篇                               | イザベル・デュ・モンソオ・ド・バーガンデール（仲谷明香）、ジェニファー・J・デ・ブランク（明坂聡美）、カーラ・J・ルクシック（三澤紗千香） | 「Trust we NOBLE」 | 『ワールドウィッチーズ』関連曲                                             |
| 9月17日  | Blooming Blaze!                                                                                   | Not lose Rose | 「Blooming Blaze!」 「Blooming Blaze (Scented ver.)」 | ゲーム『白猫プロジェクト』関連曲                                           |
| 9月17日  | Blooming Blaze!                                                                                   | カスミ（三澤紗千香） | 「Blooming Blaze! (Kasumi ver.)」 | ゲーム『白猫プロジェクト』関連曲                                           |
| 12月25日 | 俺を好きなのはお前だけかよ BD・DVD第1巻特典CD                                                     | パンジー（戸松遥）、ひまわり（白石晴香）、コスモス（三澤紗千香） | 「ハナコトバ」 | テレビアニメ『俺を好きなのはお前だけかよ』エンディングテーマ               |
| 2020年   |                                                                                                   | | |                                                                            |
| 1月8日   | Truth or Dare                                                                                     | NO PRINCESS | 「Truth or Dare」 「Whatever!」 | 『IDOL舞SHOW』関連曲                                                       |
| 1月8日   | Truth or Dare 通常盤                                                                              | NO PRINCESS、三日月眼、X-UC | 「SENRAN!アイドル天下道へ」 | 『IDOL舞SHOW』関連曲                                                       |
| 6月24日  | 俺を好きなのはお前だけかよ BD・DVD第6巻特典CD                                                     | コスモス（三澤紗千香） | 「ハルナツアキフユ」 | テレビアニメ『俺を好きなのはお前だけかよ』関連曲                           |
| 2021年   |                                                                                                   | | |                                                                            |
| 3月17日  | ウマ娘 プリティーダービー WINNING LIVE 01                                                         | スペシャルウィーク（和氣あず未）、サイレンススズカ（高野麻里佳）、トウカイテイオー（Machico）、マルゼンスキー（Lynn）、オグリキャップ（高柳知葉）、ゴールドシップ（上田瞳）、ウオッカ（大橋彩香）、ダイワスカーレット（木村千咲）、タイキシャトル（大坪由佳）、グラスワンダー（前田玲奈）、メジロマックイーン（大西沙織）、エルコンドルパサー（髙橋ミナミ）、シンボリルドルフ（田所あずさ）、エアグルーヴ（青木瑠璃子）、マヤノトップガン（星谷美緒）、メジロライアン（土師亜文）、ライスシャワー（石見舞菜香）、アグネスタキオン（上坂すみれ）、ウイニングチケット（渡部優衣）、サクラバクシンオー（三澤紗千香）、スーパークリーク（優木かな）、ハルウララ（首藤志奈）、マチカネフクキタル（新田ひより）、ナイスネイチャ（前田佳織里）、キングヘイロー（佐伯伊織） | 「GIRLS' LEGEND U」 | ゲーム『ウマ娘 プリティーダービー』オープニングテーマ                      |
| 3月17日  | ウマ娘 プリティーダービー WINNING LIVE 01                                                         | スペシャルウィーク（和氣あず未）、サイレンススズカ（高野麻里佳）、トウカイテイオー（Machico）、マルゼンスキー（Lynn）、オグリキャップ（高柳知葉）、ゴールドシップ（上田瞳）、ウオッカ（大橋彩香）、ダイワスカーレット（木村千咲）、タイキシャトル（大坪由佳）、グラスワンダー（前田玲奈）、メジロマックイーン（大西沙織）、エルコンドルパサー（髙橋ミナミ）、シンボリルドルフ（田所あずさ）、エアグルーヴ（青木瑠璃子）、マヤノトップガン（星谷美緒）、メジロライアン（土師亜文）、ライスシャワー（石見舞菜香）、アグネスタキオン（上坂すみれ）、ウイニングチケット（渡部優衣）、サクラバクシンオー（三澤紗千香）、スーパークリーク（優木かな）、ハルウララ（首藤志奈）、マチカネフクキタル（新田ひより）、ナイスネイチャ（前田佳織里）、キングヘイロー（佐伯伊織） | 「うまぴょい伝説」 | ゲーム『ウマ娘 プリティーダービー』関連曲                                  |
| 3月17日  | ウマ娘 プリティーダービー WINNING LIVE 01                                                         | オグリキャップ（高柳知葉）、ウオッカ（大橋彩香）、タイキシャトル（大坪由佳）、エルコンドルパサー（髙橋ミナミ）、サクラバクシンオー（三澤紗千香）、ビコーペガサス（田中あいみ）、ナイスネイチャ（前田佳織里）、キングヘイロー（佐伯伊織） | 「本能スピード」 | ゲーム『ウマ娘 プリティーダービー』関連曲                                  |
| 3月31日  | ウマ娘 プリティーダービー ANIMATION DERBY Season 2 vol.3 Original Sound Track                     | スペシャルウィーク（和氣あず未）、サイレンススズカ（高野麻里佳）、トウカイテイオー（Machico）、ウオッカ（大橋彩香）、ダイワスカーレット（木村千咲）、ゴールドシップ（上田瞳）、メジロマックイーン（大西沙織）、シンボリルドルフ（田所あずさ）、ナイスネイチャ（前田佳織里）、ツインターボ（花井美春）、イクノディクタス（田澤茉純）、マチカネタンホイザ（遠野ひかる）、メジロパーマー（のぐちゆり）、ダイタクヘリオス（山根綺）、ミホノブルボン（長谷川育美）、ライスシャワー（石見舞菜香）、ビワハヤヒデ（近藤唯）、ナリタタイシン（渡部恵子）、ウイニングチケット （渡部優衣）、キタサンブラック（矢野妃菜喜）、サトノダイヤモンド（立花日菜）、マルゼンスキー（Lynn）、マヤノトップガン（星谷美緒）、ヒシアケボノ（松嵜麗）、エアグルーヴ（青木瑠璃子）、マチカネフクキタル（新田ひより）、メイショウドトウ（和多田美咲）、セイウンスカイ（鬼頭明里）、グラスワンダー（前田玲奈）、エルコンドルパサー（髙橋ミナミ）、サクラバクシンオー（三澤紗千香）、メジロライアン（土師亜文）、メジロドーベル（久保田ひかり）、ナリタブライアン（衣川里佳） | 「うまぴょい伝説（TV Size）」 | テレビアニメ『ウマ娘 プリティーダービー Season 2』エンディングテーマ       |
| 8月28日  | 3rd EVENT WINNING DREAM STAGE Solo Vocal Tracks Vol.1                                             | サクラバクシンオー（三澤紗千香） | 「本能スピード（Game Size）」 | ゲーム『ウマ娘 プリティーダービー』関連曲                                  |
| 2022年   |                                                                                                   | | |                                                                            |
| 4月27日  | ウマ娘 プリティーダービー WINNING LIVE 05                                                         | スペシャルウィーク（和氣あず未）、サイレンススズカ（高野麻里佳）、トウカイテイオー（Machico）、オグリキャップ（高柳知葉）、ゴールドシップ（上田瞳）、メジロマックイーン（大西沙織）、テイエムオペラオー（徳井青空）、ナリタブライアン（衣川里佳）、シンボリルドルフ（田所あずさ）、タマモクロス（大空直美）、メジロライアン（土師亜文）、アドマイヤベガ（咲々木瞳）、サクラバクシンオー（三澤紗千香）、ミスターシービー（天海由梨奈）、メジロドーベル（久保田ひかり）、マチカネタンホイザ（遠野ひかる）、サトノダイヤモンド（立花日菜）、キタサンブラック（矢野妃菜喜）、サクラチヨノオー（野口瑠璃子）、メジロアルダン（会沢紗弥）、ヤエノムテキ（日原あゆみ）、ナリタトップロード（中村カンナ） | 「We are DREAMERS!!」 | ゲーム『ウマ娘 プリティーダービー』関連曲                                  |
| 4月27日  | ウマ娘 プリティーダービー WINNING LIVE 05                                                         | スペシャルウィーク（和氣あず未）、サイレンススズカ（高野麻里佳）、トウカイテイオー（Machico）、オグリキャップ（高柳知葉）、ゴールドシップ（上田瞳）、メジロマックイーン（大西沙織）、テイエムオペラオー（徳井青空）、ナリタブライアン（衣川里佳）、シンボリルドルフ（田所あずさ）、アグネスデジタル（鈴木みのり）、タマモクロス（大空直美）、マヤノトップガン（星谷美緒）、メジロライアン（土師亜文）、アドマイヤベガ（咲々木瞳）、サクラバクシンオー（三澤紗千香）、スマートファルコン（大和田仁美）、ニシノフラワー（河井晴菜）、ハルウララ（首藤志奈）、マーベラスサンデー（三宅麻理恵）、ミスターシービー（天海由梨奈）、メジロドーベル（久保田ひかり）、ナイスネイチャ（前田佳織里）、マチカネタンホイザ（遠野ひかる）、ツインターボ（花井美春）、サトノダイヤモンド（立花日菜）、キタサンブラック（矢野妃菜喜）、サクラチヨノオー（野口瑠璃子）、メジロアルダン（会沢紗弥）、ヤエノムテキ（日原あゆみ）、ナリタトップロード（中村カンナ） | 「うまぴょい伝説」 | ゲーム『ウマ娘 プリティーダービー』関連曲                                  |
| 4月27日  | ウマ娘 プリティーダービー WINNING LIVE 06                                                         | サクラバクシンオー（三澤紗千香） | 「バクシンバクシンバクシンシン」 「バクシンバクシンバクシンシン（おごそかVer.）」 「バクシンバクシンバクシンシン（おつかれVer.）」 「バクシンバクシンバクシンシン（やるきVer.）」 | ゲーム『ウマ娘 プリティーダービー』関連曲                                  |
| 10月4日  | ウマ娘 プリティーダービー Solo Vocal Tracks Vol.5 －4th EVENT SPECIAL DREAMERS!! EXTRA STAGE－    | サクラバクシンオー（三澤紗千香） | 「We are DREAMERS!!（Game Size）」 | ゲーム『ウマ娘 プリティーダービー』関連曲                                  |
| 10月24日 | 東方ダンマクカグラ ミュージックコレクション・幻                                                   | 草野華余子 feat. 魂魄妖夢（三澤紗千香） | 「Night Flight Believer」 | ゲーム『東方ダンマクカグラ』関連曲                                         |
| 2024年   |                                                                                                   | | |                                                                            |
| 1月10日  | TVアニメ『ウマ娘 プリティーダービー Season 3』ANIMATION DERBY Season 3 vol.3 Original Sound Track | キタサンブラック（矢野妃菜喜）、サトノダイヤモンド（立花日菜）、サトノクラウン（鈴代紗弓）、シュヴァルグラン（夏吉ゆうこ）、サウンズオブアース（MAKIKO）、ドゥラメンテ（秋奈）、トウカイテイオー（Machico）、メジロマックイーン（大西沙織）、ゴールドシップ（上田瞳）、スペシャルウィーク（和氣あず未）、サイレンススズカ（高野麻里佳）、ウオッカ（大橋彩香）、ダイワスカーレット（木村千咲）、ナイスネイチャ（前田佳織里）、ツインターボ（花井美春）、イクノディクタス（田澤茉純）、マチカネタンホイザ（遠野ひかる）、ロイスアンドロイス（田辺留依）、ヴィルシーナ（奥野香耶）、ヴィブロス（伊藤彩沙）、シンボリルドルフ（田所あずさ）、エアグルーヴ（青木瑠璃子）、ミホノブルボン（長谷川育美）、ライスシャワー（石見舞菜香）、サクラバクシンオー（三澤紗千香）、トーセンジョーダン（鈴木絵理）、マチカネフクキタル（新田ひより）、メイショウドトウ（和多田美咲）、メジロパーマー（のぐちゆり）、ダイタクヘリオス（山根綺）、コパノリッキー（稲垣好）                                                                                            | 「うまぴょい伝説」 | テレビアニメ『ウマ娘 プリティーダービー Season 3』エンディングテーマ       |

### その他参加楽曲
| 発売日         | 商品名                                                               | 歌 | 楽曲                                           | 備考                                                                                    |
| -------------- | -------------------------------------------------------------------- | --- | ---------------------------------------------- | --------------------------------------------------------------------------------------- |
| 2011年6月22日  | 愛は勝つ                                                             | がんばろうニッポン 愛は勝つ シンガーズ | 「愛は勝つ」                                   | 東日本大震災復興支援企画『「がんばろうニッポン 愛は勝つ」プロジェクト』チャリティソング |
| 2011年6月27日  | ラジオCD「アクセル・ワールド 〜加速するラジオ〜」Vol.1               | 三澤紗千香、鷲崎健 | 「ブレーキ・ワールド 〜SACHIKAの〜ROCK」       | ラジオ『アクセル・ワールド 〜加速するラジオ〜』関連曲                                   |
| 2011年8月29日  | Accel World Original Soundtrack feat.ONOKEN                          | 三澤紗千香 | 「sympathia」                                  | テレビアニメ『アクセル・ワールド』イメージソング                                        |
| 2011年11月28日 | re acceleration image song sympathia                                 | 三澤紗千香 | 「sympathia」 「sympathia (remix by mintjam)」 | テレビアニメ『アクセル・ワールド』イメージソング                                        |
| 2013年1月20日  | Hello, Little Monsters                                               | 能登有沙、三澤紗千香 | 「もしも、きっと…」                            |                                                                                         |
| 2013年2月27日  | re acceleration image song Fadeless Memories                         | 三澤紗千香 | 「Fadeless Memories」                          | テレビアニメ『アクセル・ワールド』イメージソング                                        |
| 2013年5月16日  | The Galaxy Express 999                                               | ALI PROJECT、ChouCho、Gero、GRANRODEO、i☆Ris、May'n、nano.RIPE、OLDCODEX、Ray、ZAQ、Zwei、アフィリア・サーガ、いとうかなこ、上坂すみれ、小倉唯、喜多村英梨、串田アキラ、栗林みな実、黒崎真音、小松未可子、サイキックラバー、鈴木このみ、鈴村健一、竹達彩奈、田村ゆかり、茅原実里、富永TOMMY弘明、中島愛、七森中☆ごらく部、南里侑香、野水いおり、日笠陽子、藤田麻衣子、三澤紗千香、水樹奈々、ゆいかおり                                  | 「The Galaxy Express 999」                     | ライブイベント『Animelo Summer Live 2013 -FLAG NINE-』テーマソング                      |
| 2013年8月28日  | 劇場版 とある魔術の禁書目録 エンデュミオンの奇蹟 ORIGINAL SOUNDTRACK | 三澤紗千香、日笠陽子 | 「OVER」                                       | アニメ映画『劇場版 とある魔術の禁書目録 -エンデュミオンの奇蹟-』挿入歌                  |
| 2014年5月13日  | ONENESS                                                              | アイドルマスター、藍井エイル、アフィリア・サーガ、angela、いとうかなこ、Wake Up, Girls!、小野賢章、OLDCODEX、喜多村英梨、栗林みな実、GRANRODEO、黒崎真音、ZAQ、JAM Project、sweet ARMS、鈴木このみ、STAR☆ANIS、谷本貴義、田村ゆかり、茅原実里、T.M.Revolution、仲谷明香、流田Project、橋本仁、fhána、FLOW、petit milady、堀江由衣、三澤紗千香、水樹奈々、三森すずこ、宮野真守、μ's、May'n、ゆいかおり、悠木碧、吉田仁美、LiSA、和田光司 | 「ONENESS」                                    | ライブイベント『Animelo Summer Live 2014 -ONENESS-』テーマソング                        |
| 2017年2月22日  | S×W EP                                                               | 三澤紗千香、春奈るな | 「七色の未来」                                 |                                                                                         |

## ライブ・イベント

### ライブイベント
- アリスタ!TV（パシフィックヘブン、2009年11月22日）
- HAPPY! STYLE Xmas Special Talk LIVE “Tiny Xmas Fantasy 2009”（パシフィックヘブン、2009年12月23日）
- アリスタ!TV-新春スペシャル-（パシフィックヘブン、2010年1月11日）
- HAPPY! STYLE「Valentine’s Live Square」（パシフィックヘブン、2010年2月14日）
- HAPPY! STYLE「Valentine’s Special Party」（パシフィックヘブン、2010年2月14日）
- HAPPY! STYLE presents アリスタ!TV vol.3（パシフィックヘブン、2010年3月20日※三回公演）
- のもぴ〜プラスティックラジオモデリングライブ〜100回記念だよ全員集合（2010年4月3日、新宿ロフトプラスワン）
- HAPPY! STYLE Communication Circuit007〜（表参道FAB、2010年5月2日-5月3日）
- アリスタ! LIVE vol.02（渋谷WOMB、2010年10月2日）
- 三澤紗千香ミニライブ（台東館臨時店会場特設ブース、2010年11月23日）
- はぴすた忘年会〜もういくつ寝るとお正月♪〜（パシフィックヘブン、2010年12月26日）
- はぴすたミーティング〜もうすぐ春だよSP〜（パシフィックヘブン、2011年2月27日）
- 能登有沙100曲ライブ phase-II　100 HELLO!（高田馬場 CLUB PHASE、2011年4月23日）
- HAPPY! STYLE Communication Circuit 008（文化放送 メディアプラスホール 、2011年5月21日）
- 三澤紗千香＋アイドル声優プロジェクトお披露目Party』（パシフィックヘブン、2012年1月9日）
- Animelo Summer Live 2012 -INFINITY∞-（さいたまスーパーアリーナ、2012年8月25日）
- DENGEKI MUSIC LIVE（幕張メッセ、2012年10月21日）
- アリスタ!LIVE スペシャル〜師走に走るのは先生だけじゃありません〜（初台TheDOORS、2012年12月9日）
- 松永真穂・三澤紗千香 Birthday LIVE 2013（初台TheDOORS、2013年1月20日）
- アニうたKITAKYUSHU×A3 2013（北九州メディアドーム、2013年3月16日）
- TOWER RECORDS presents アニ☆ソン！NO ANIME, NO LIFE. (Shibuya O-EAST、2013年5月29日)
- ラジオ大阪開局55周年記念「1314 V-STATION うたの文化祭」（ホテル大阪ベイタワー、2013年7月15日）
- Animelo Summer Live 2013 -FLAG NINE-（さいたまスーパーアリーナ、2013年8月23日）
- 「とある魔術と科学の詠 唱 祝 祭サウンドパーティー in YOKOHAMA」（横浜みなとみらいホール、2013年10月27日）
- Super★Premium　vol.5（Zepp Nagoya、2014年5月17日）
- @JAM 2014 アニソンDay supported by リスアニ！TV（Zepp DiverCity、2014年6月1日）
- AxE -AcrossE- cross 08（京都　FANJ、2014年7月20日）
- Animelo Summer Live 2014 -ONENESS-（さいたまスーパーアリーナ、2014年8月30日）
- ichigo presents 「ごちパイ(ФωФ)!」（DRUM LOGOS、2015年10月18日）
- ANISON HISTORY Japan!!（NHKホール、2016年3月31日）
- ナゴヤアニソンフェス2016 in クリスマスパレード 3日目「とぅいんくるないと！」（名古屋市公会堂、2016年12月25日）[226]

### イベント
- TVアニメ「シャングリ・ラ」DVD発売記念ライブ&トークイベント“超恵比寿”（渋谷AMGイベントホール、2009年9月26日）
- 「NOMOKEN axtra edition ガンプラ入門」出版記念イベント（2009年11月15日）
- 「怪盗レーニャ」応援団大決起集会 〜団長、ついていきます!!〜（2010年4月7日※二回公演）
- はぴすた後夜祭（パシフィックヘブン、2010年5月5日）
- 三澤紗千香サイン&握手会イベント（ハロー!プロジェクトオフィシャルショップ渋谷店、2010年6月26日・7月24日・9月11日・11月20日・2011年1月22日・4月9日・8月20日・10月1日・11月26日）
- DVD「怪盗レーニャ」第1巻・第2巻 発売記念スペシャルイベント 〜団長、まだまだついていきます!!〜（エンターブレイン、2010年8月28日）
- ブシロードカードファイト2012 全国決勝大会 ヴァイスシュヴァルツエキシビジョンマッチ （秋葉原UDX、2012年7月21日）
- 「アクセル・ワールド×ソードアート・オンライン」オフラインミーティング（ステラボール、2012年7月28日）
- のもぴ〜プラスティックラジオ モデリングライブ（阿佐ヶ谷ロフトA、2012年8月10日）
- 上坂すみれ&三澤紗千香トークショー（芝浦工業大学大宮キャンパス、2013年5月19日）
- アクセル・ワールド〜加速するラジオ〜ペタ・ネガティブ決起集会!（新宿ロフトプラスワン、2013年8月4日、昼・夜2講演）
- 「悪魔のリドル」トーク&ライブイベント -黒組PARTY!-（一ツ橋ホール、2014年8月24日、昼・夜2公演）
- AnimeJapan 2015（東京ビッグサイト、2015年3月12日）
- 「普通の女子校生が【ろこどる】やってみた。」スペシャルイベント 〜第2回初夏の流川祭り〜（ディファ有明、2015年6月13日）
- 「三澤紗千香のDVDも観るじゃんね! in さくらん坊の原農園」発売記念 三澤紗千香のラジオを聴くじゃんね! 公開録音（文化放送メディアプラスホール、2015年10月25日）
- 京都産業大学 第50回神山祭 三澤紗千香トークショー（京都産業大学、2015年11月1日）
- 「普通の女子校生が【ろこどる】やってみた。」スペシャルトークショー in 池袋シネマチ祭2015（中池袋公園ステージ、2015年11月8日）
- A&Gオールスター2015（パシフィコ横浜 国立大ホール、2015年11月22日）
- 「普通の女子校生が【ろこどる】やってみた。」クリスマスオールナイト上映会（シネマート新宿、2015年12月24日）
- さちかっパーカー発売記念 さちかっぱチロルチョコお渡し会（文化放送メディアプラスホール、2016年3月5日）[227]
- 「普通の女子校生が【ろこどる】やってみた。」流鉄開業100周年記念ミニイベント 〜流鉄お祝いしてみた。〜（松戸市西ノ下公園、2016年3月12日）
- ゲームの電撃 感謝祭2016&電撃文庫 春の祭典2016&電撃コミック祭2016（秋葉原UDX 2F アキバ・スクエア、2016年3月13日）
- 三澤紗千香・水瀬いのりトークショー 〜Unite Two Buds〜（調布市グリーンホール、2016年4月30日）
- 「普通の女子校生が【ろこどる】やってみた。」スペシャルイベント 〜ろこどる課外活動報告会その2〜（南青山Future SEVEN、2016年5月8日）
- FIREFLY ACG FESTIVAL 3日目 三澤紗千香ファンミーティング（ 广州国际采购中心、2016年5月2日）
- 上坂すみれ 第3回FCイベント「コル玉アワー」（日本教育会館 一ツ橋ホール、2016年5月22日）
- 「普通の女子校生が【ろこどる】やってみた。」第3回初夏の流川祭り（品川ステラボール、2016年06月18日）
- 小山剛志カラオケ企画第2弾「カラオケMAX」（光が丘IMAホール、2016年7月9日）
- 「アクセル・ワールド -インフィニット・バースト-」初日舞台挨拶（新宿ピカデリー、2016年7月23日）
- 「しろくろフェス2016 アクセル・ワールド 〜加速するラジオ〜INFINITE∞BURST」公開録音（パシフィコ横浜 展示ホール、2016年8月13日）
- C3TOKYO2016（幕張メッセ 国際展示場ホール、2016年8月28日）
- ロコドルフェスタ（市川市文化会館、2016年9月24日）
- 電撃文庫 秋の祭典2016 アクセル・ワールド（秋葉原UDX 4F UDXシアター、2016年10月2日）
- 「三澤紗千香のDVDも観るじゃんね! 大学卒業記念旅行 in 沖縄 〜ビーチパーティーをするじゃんね!!〜」発売記念 三澤紗千香のラジオを聴くじゃんね! 公開録音（文化放送メディアプラスホール、2016年10月8日）[228]
- スペースクラフト声優部公式イベント vol.1 〜スペースクラフトGO!〜（日経ホール、2016年10月9日）[229]
- A&Gオールスター2016（パシフィコ横浜 国立大ホール、2016年10月23日）[230]
- 発見！発掘！山梨マンガ・アニメラボ（まるごとやまなし館、2016年11月23日）[231]
- 電撃PSプレミアムイベント2016秋　『魔女と百騎兵2』　ステージイベント（KADOKAWA富士見ビル、2016年11月27日）[232]
- 鷲崎健のヨルナイト×ヨルナイトイベント2016 冬 昼の部（メルパルクホール東京、2016年12月11日）[233]
- 三澤紗千香バースデーイベント〜STARTING POINT〜（バトゥール東京、2017年1月15日）[234]
- 春奈るな 「S×W EP」リリースイベント（AKIHABARAゲーマーズ本店、2017年3月12日）
- ゲームの電撃 感謝祭2017＆電撃文庫 春の祭典2017＆電撃コミック祭2017（ベルサール秋葉原、2017年3月12日）
- 上坂すみれ FC限定イベント「コルホーズのヴィレッジヴァンガード 〜遊べる集団農場〜（品川 THE GRAND HALL、2018年7月22日）[235]

## 書籍

### 写真集
- さちか。（2014年4月22日、学研パブリッシング、撮影：尾形正茂、編集：声優アニメディア、ISBN 978-4054059887）
- 【VOICE BRODY ―motto！―】 三澤紗千香 「光の中に」（2021年1月8日、白夜書房、デジタル写真集）

### ポスター
- 三澤紗千香のさちかのーと。ポスターコレクション（2016年、学研プラス）

### 雑誌連載
- <<加速>>のミサワ（2012年、声優アニメディア、学研パブリッシング）
- 続<<加速>>のミサワ（2013年、声優アニメディア、学研パブリッシング）
- 三澤紗千香のやってみなくちゃわかんないっ（2013年 - 2014年、電撃ホビーマガジン、アスキー・メディアワークス）
- 三澤紗千香のさちかのーと。（2013年 - 2016年、声優アニメディア、学研パブリッシング）
- 三澤さんをもてなそう!!企画（2016年 - 、月刊サクライザー新聞、オフィス color eight）